# M110 (Panzerhaubitze)
Die M110 ist ein Artilleriegeschütz mit dem Rohr der Haubitze M115 auf Selbstfahrlafette. Sie wurde von den USA in den 1950er-Jahren entworfen und wurde entwickelt, um 8-Zoll-Granaten (203,2 mm) zu verschießen. Da es für dieses Kaliber auch zwei taktische Nukleargeschosse gab, wurde sie im Rahmen der NATO-Strategie für die nukleare Teilhabe von mehreren NATO-Staaten beschafft.

## Entwicklung

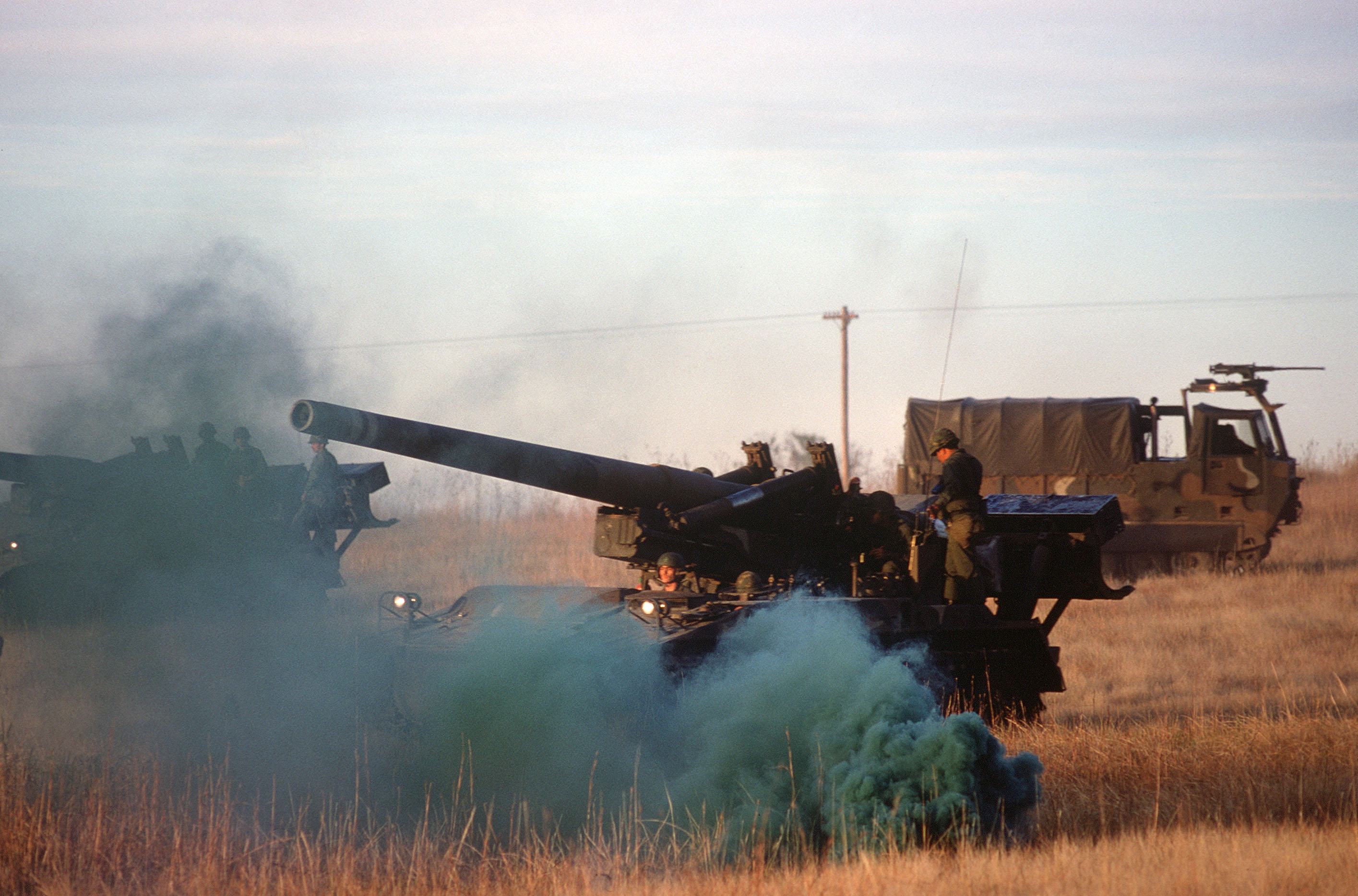
US-amerikanische M110A1 mit Transportfahrzeug M548 im Hintergrund, 1978

Die M110 wurde in den 1960er-Jahren von der US Army als Nachfolger für die von anderen Fahrzeugen gezogene 203-mm-Haubitze M115 und die M55-Panzerhaubitze entwickelt. Das 203-mm-Geschütz mit seiner schweren Granate galt als besonders zielgenau, eignete sich zur Bekämpfung von Bunkern und befestigten Stellungen und wurde nun durch Montage auf einer leichten Selbstfahrlafette im Gelände beweglicher und lufttransportfähig.
Die Firma Pacific Car and Foundry produzierte die M110, deren Zulauf bei der US Army 1962 begann.

## Aufbau

### Wanne, Laufwerk und Motor
Die Wanne, die auch für die M107 und den Bergepanzer M578 verwendet wurde, bestand aus verschweißten Stahlplatten mit bis zu 1,3 cm Dicke. Bis auf den vorne links in der Wanne sitzenden Fahrer war kein Besatzungsmitglied auf der offenen Plattform der Haubitze gegen Beschuss geschützt. Bedingt durch die offene Bauweise gab es auch keinen ABC-Schutz, der die Mannschaft durch einen künstlich erzeugten Überdruck vor einströmenden Kampfstoffen hätte schützen können.
Das Fahrzeug wurde von einem 302 kW (405 PS) leistenden 8-Zylinder-Dieselmotor Detroit Diesel 8V71T angetrieben, der vorne rechts in der Wanne eingelassen war. Das Kettenlaufwerk mit 46 cm breiten Gleisketten war drehstabgefedert. Das Laufwerk besaß einen Federsperrzylinder, mit dem die Federung der Wanne blockiert wurde, um die Haubitze beim Schießen zu stabilisieren. Ein Einfedern und Springen des Geschützes bei der Schussabgabe wurde so verhindert.

### Besatzung
Von den 13 Soldaten der Geschützbedienung hatten nur Geschützführer, Fahrer und drei Kanoniere auf der Lafette Platz. Daher wurden bei mobilen US-Operationen die M110 von einem M548-Schlepper begleitet, der acht weitere Munitionskanoniere sowie Geschosse, Treibladungen, Zünder, Tarnnetze und sonstige Ausrüstung aufnahm. Andere Armeen verwendeten eigene Fahrzeuge als Transporter, so wurde in der Bundeswehr dazu der Lkw 7t gl oder Lkw 7t mil gl verwendet.

### Waffe

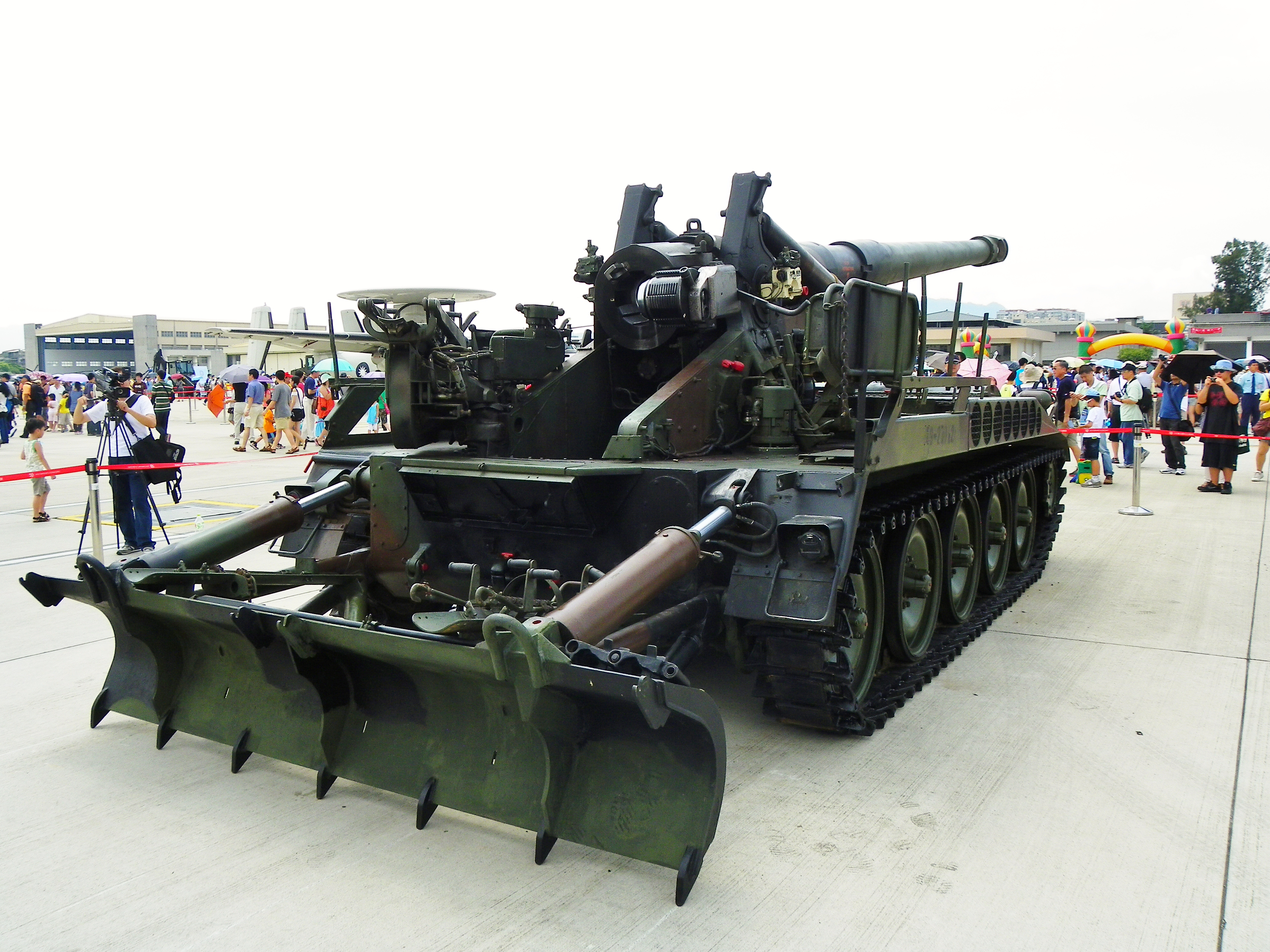
Links der Platz des Richtschützen mit Optik, daneben der offene Verschluss auf einer M110A2 in Taiwan 2011.

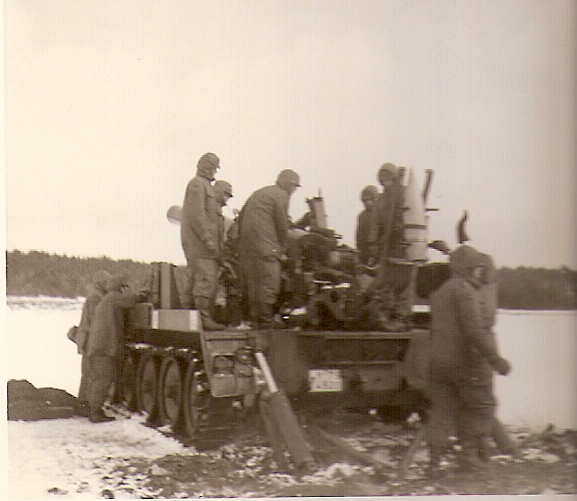
Ladetätigkeit: Eine Übungsgranate wird 1970/71 mit dem Ladearm zum Verschluss der M110-Haubitze (4./FArtBtl 11) gehoben.

Die zunächst verwendete 203-mm-M2A2-Haubitze wurde auf einer M158-Lafette montiert und auf eine drehbare Plattform im hinteren Teil der Wanne gesetzt. Der Schwenkbereich der Waffe lag – bedingt durch die Plattform – bei 30° zu jeder Seite, der Höhenrichtbereich – bedingt durch die Lafette – reichte von −2° bis +60°.
Der Rückstoß wurde durch eine hydraulische Rohrbremse gedämpft und begrenzt, die übrige Rückstoßenergie wurde durch einen hydraulisch absenkbaren Schild – einen Erdsporn in Fahrzeugbreite – in den Boden abgeleitet. Nach dem Ende des Rücklaufs wurde das Rohr durch den Stickstoffvorholer in die Ausgangsposition vorgebracht.
Die Kopflastigkeit des Rohres wurde durch ein Paar Ausgleicher rechts und links des Rohres egalisiert, sodass Heben und Senken des Rohres mit je gleichem Kraftaufwand erfolgen konnte.
Das Laden des Geschützes erfolgte mit der Ladeeinrichtung, die einen hydraulischen Ansetzer sowie Kranfunktion besaß. Damit konnten die bis zu 110 kg schweren Granaten aus Bodenhöhe von den Munitionskanonieren übernommen, angehoben und in den Übergangskegel des Rohres gepresst werden (siehe Foto Ladetätigkeit). Der Verschluss der Waffe war ein dreh- und schwenkbarer Schraubverschluss mit Bajonettgewinde.
Als Kampfbeladung wurden zwei Schuss auf dem Geschütz, weitere 30 Schuss auf dem LKW (s. o.) mitgeführt. Nicht an der Wanne verzurrtes Gerät wurde in Gerätekisten am Erdsporn hängend mitgeführt.
Die verschiedenen Munitionstypen für die M110 waren:
| Bezeichnung | Typ                     | Ladung                  | Gewicht   | Funktion |
| M14         | Übungsgeschoss          | keine                   | 94,5 kg   | Kopie der M106 ohne Sprengstoff, aber sonst mit identischen Eigenschaften                                                       |
| M106        | Sprenggranate           | TNT oder Composit B     | 94,5 kg   | Verschiedene Zündertypen, darunter Zeitzünder und Bodenabstandszünder, um als Luftzerleger Infanterieansammlungen zu bekämpfen. |
| M650        | Sprenggranate (RAP)     | TNT                     | 91 kg     | Raketentreibsatz zur Reichweitensteigerung.                                                                                     |
| M404        | Submunitionsträger      | 104 × M43A1-Bomblets    | 91 kg     | Bomblets werden bei Aufschlag der M404 etwa 1,8 Meter in die Luft geschleudert, wo sie explodieren.                             |
| M509A1      | Submunitionsträger      | 180 × M42-Bomblets      | unbekannt | Bomblets werden im Flug freigesetzt und explodieren beim Aufschlag.                                                             |
| M426        | Gasgranate              | VX- oder GB-(Sarin)-Gas | 90 kg     | [ 13 ] [ 14 ] |
| M422A1      | taktische Kernwaffe     | 1 bis 2 Kilotonnen      | 110 kg    | Ab 1955 – Voraussetzung für den Verschuss war ein Einschießen mit M424.                                                         |
| M424        | Zielmarkierung für M422 | unbekannt               | unbekannt | 1955 |
| M753        | taktische Kernwaffe     | 2 Kilotonnen            | 97 kg     | Ab 1981 – Sprengkraft und Präzision gesteigert, ab 1985 neuer Zündertyp W-79-1 politisch auf 2 km Wirkradius beschränkt.        |

### M110-Varianten und Unterschiede

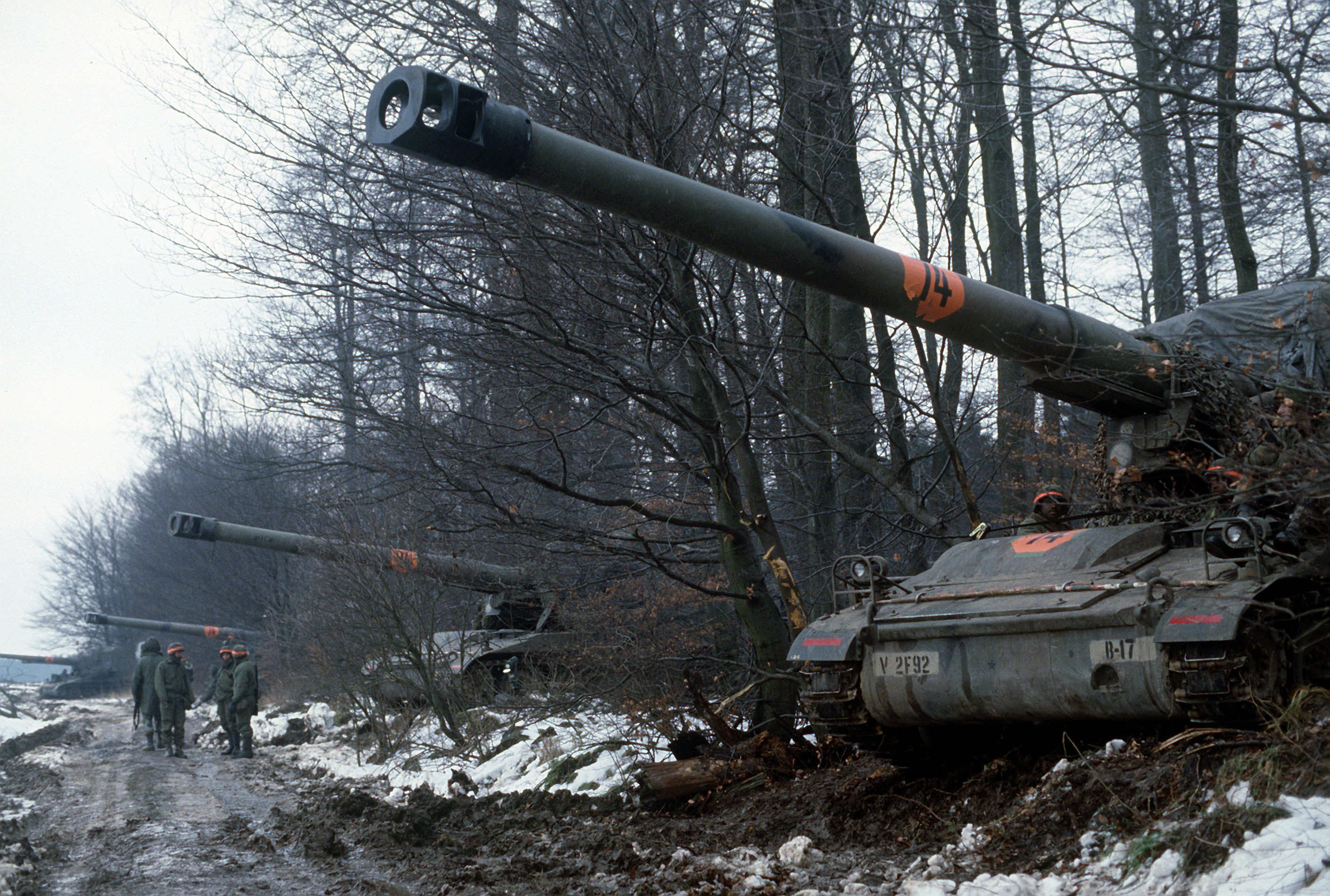
US-amerikanische M110A2 während des Manövers REFORGER '85 nahe Weitershain (Grünberg, Hessen)

- M107: Variante mit 175-mm-Kanone und 32.700 Metern Reichweite. Zulauf ab 1962 bei der US Army.[16]
- M110: Wie M107, aber mit kurzer 203-mm-Haubitze M2A2 (8 inch) und Reichweite von 17.300 Metern. Zulauf bei der US Army etwa zeitgleich mit M107.[17] Diese erste Version der M110 benötigte rund zwei Minuten, um in Feuerstellung zu gehen, die abgefeuerten Granaten erreichten eine Mündungsgeschwindigkeit von 594 Metern pro Sekunde (m/s).[18] Dabei wurde eine Feuergeschwindigkeit von höchstens 1,5 Schuss pro Minute erreicht.[19][A 1]
- M110A1: zunächst als M110E2 bezeichnet, hatte mit dem längeren 203-mm-Haubitzrohr M201 eine Reichweite von 21.000 Metern; Zulauf ab 1977 bei der US Army.[20]
- M110A2: eine M110A1 mit nachgerüsteter Mündungsbremse und verstärktem Rohr, um stärkere Treibladungen und den Verschuss von RAP-Munition (Rocket-assisted projectile) zu ermöglichen.[20][21] Das Rohr hatte eine Kaliberlänge von 40,5. Mit diesem Rohr konnte auch mit 9. Ladung (statt der sonst maximalen 8. Ladung) geschossen werden.[18] Die Mündungsgeschwindigkeit betrug mit der M106-Sprenggranate bei 9. Ladung 778 m/s; die maximale Reichweite betrug 22.900 Meter. Die maximale Reichweite mit einem raketengetriebenen M650-Geschoss betrug 30.000 Meter. Die Schussgeschwindigkeit lag unverändert bei rund 1,5 Schuss pro Minute für die ersten drei Minuten des Einsatzes, fiel dann aber auf einen Schuss alle zwei Minuten. Die Lebensdauer des Geschützrohrs lag unter optimalen Bedingungen bei etwa 10.000 Schuss.[22]

## Verwendung

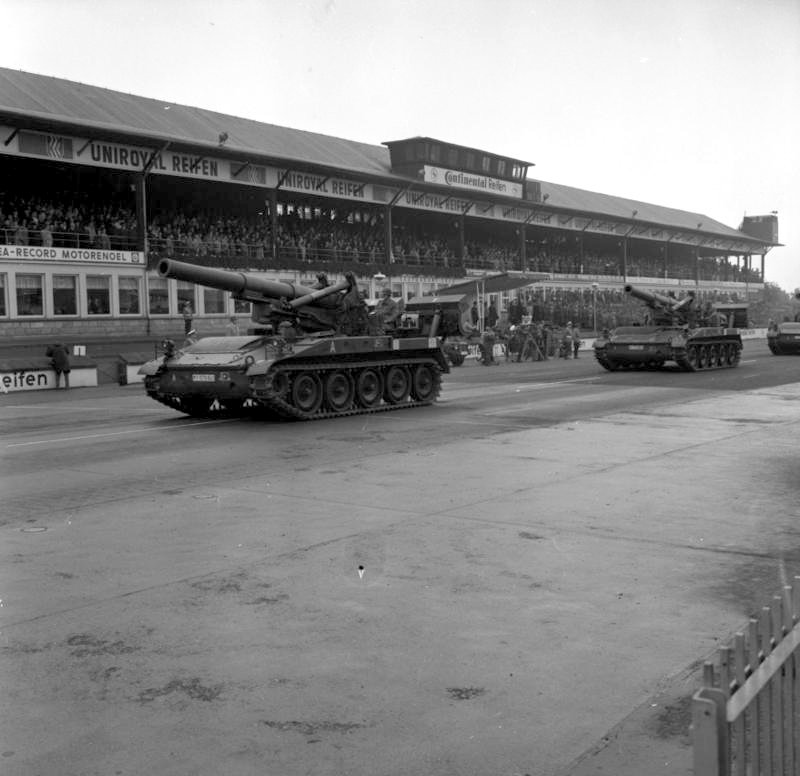
M110 bei der Bundeswehrparade zum NATO-Jubiläum 1969 auf dem Nürburgring mit Gerätekisten auf den Erdspornen

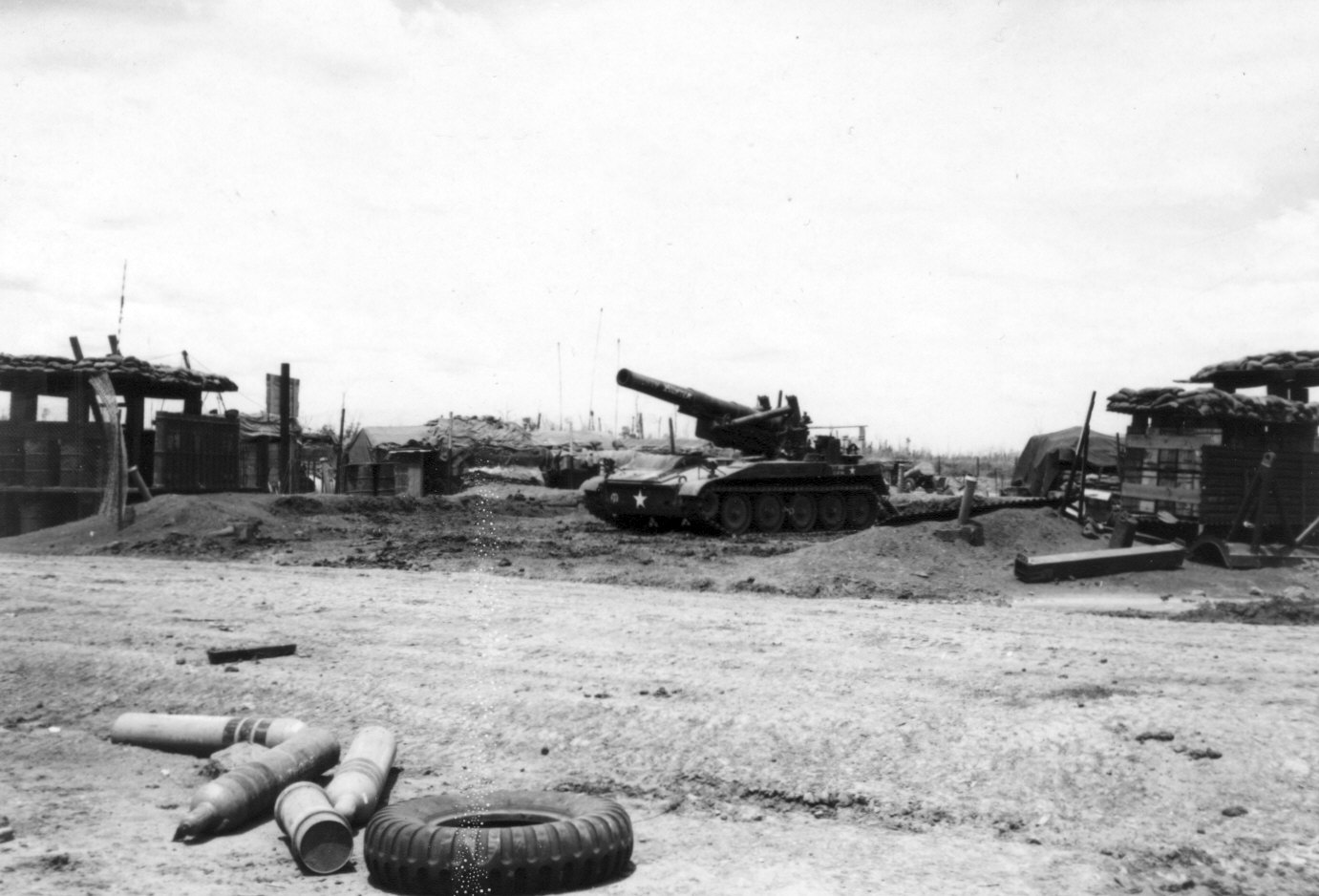
M110 der US Army in Vietnam 1971.

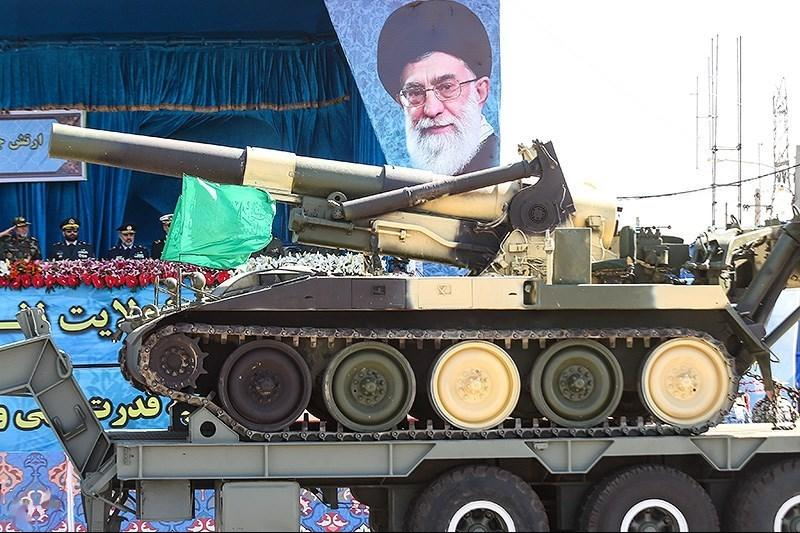
Iranische M110

In der US Army wurden M110-Haubitzen im Allgemeinen der Divisionsartillerie zugeteilt oder bildeten eigenständige Bataillone der Korpsartillerie. Erstmals wurde die Waffe in dieser Rolle in der Endphase des Vietnamkriegs im Gefecht eingesetzt.
Die Divisionsartillerie von Panzer- und mechanisierten Divisionen der US Army bildete eine Kombination aus 54 M109-Haubitzen im 155-mm-Kaliber und zwölf M110-Haubitzen. Die letzte im Dienst befindliche Variante der Waffe, die M110A2, wurde 1994 ausgemustert.

### 8-in Self-Propelled Howitzer M110A2
Die britische Armee verwendete die M110 ebenfalls als Divisions- und Korpsartillerie, kombinierte sie dort aber neben der M109- und Raketenartillerie auch mit der 105-mm-Selbstfahrlafette Abbot. So verfügte etwa eine der Divisionen der Britischen Rheinarmee (BAOR) auf deutschem Boden im Kalten Krieg in den 1970er-Jahren über zwei Artillerieregimenter: Eines mit 24 Abbots und ein weiteres mit zwölf M109- und vier M110-Haubitzen.
Im Golfkrieg 1990 stellte die britische Armee ihrer Division eine Artillerieeinheit mit 16 M109-, 12 M110-Haubitzen und 12 MLRS-Mehrfachraketenwerfern zur Unterstützung ihrer Panzerbrigaden zur Verfügung.

### Schwere Haubitze 203mm M110A1/A2 (Bw)
1964 beschaffte die Bundeswehr 80 Haubitzen des Typs M110 für die 4. Batterien der Feldartilleriebataillone der Heeresdivisionen, die damit den Regelungen für die nukleare Teilhabe unterlagen. 150 Fahrzeuge des Modells M107 wurden für die 2. und 3. Batterie dieser Bataillone beschafft. Die zur Geschützgruppe gehörenden Lkw 7t gl erhielten in den 1970er-Jahren einen Rüstsatz zur Aufnahme der Kampfbeladung, der Gerätschaften und der Mannschaftssitze. Als Kampfsatz waren 2 Schuss festgeschrieben.
Beide, M107 und M110, wurden 1985 zur SF M110 A2 G mit langem Rohr und Zweikammermündungsbremse kampfwertgesteigert. Hierdurch wurden die Geschütze der ursprünglichen Ausführung zum Typ A1. Sie erhielten dabei auch eine Mannschaftskabine aus Zeltstoff als Wetterschutz. Diese war auf einer Plattform mit dem Rohr schwenkbar. 1993 wurden diese Geschütze ausgemustert.

## Nutzerstaaten
ehemalige und aktuelle Nutzer:
- Bahrain
- Belgien
- Bundesrepublik Deutschland, insgesamt 230 Stück[30] (nach der Umrüstung auf M110 A2 G), bis 1993 ausgemustert.[31]
- Griechenland
- Iran
- Israel
- Italien
- Japan (Lizenzproduktion)
- Jordanien
- Niederlande
- Pakistan
- Südkorea
- Spanien
- Taiwan
- Türkei
- Vereinigte Staaten von Amerika, US Army und USMC. 1994 ausgemustert. Ersetzt durch MLRS.
- Vereinigtes Königreich, ersetzt durch MLRS